# Гаффаров, Габдулахат Габдрахманович
Габдулахат Габдрахманович Гаффаров (тат. Габделәхәт Габдрахман улы Гаффаров; 1 января 1949, Большой Ошняк, Рыбно-Слободский район, Татарская АССР, РСФСР, СССР — 1 января 2021, Казань, Республика Татарстан, Российская Федерация) — советский и российский татарский писатель, драматург, публицист и литературный критик.
Заслуженный деятель искусств Татарской АССР (1990), лауреат литературной премии имени Ф. Хусни (2008), член Союза писателей Республики Татарстан (1976), ответственный секретарь Союза по городу Альметьевску (1982—1987).

## Биография
Родился 23 декабря 1948 года в селе Большой Ошняк Рыбно-Слободского района Татарской АССР, однако записан был 1 января 1949 года, поэтому эта дата является официальной датой рождения писателя.
Окончил факультет журналистики Казанского государственного университета имени В. И. Ульянова-Ленина, после чего работал в газетах «Яшь ленинчы», «Социалистик Татарстан» и «Казан утлары».
С 1976 года состоял в Союзе писателей Татарстана, в 1982—1987 годах — ответственный секретарь Союза по городу Альметьевску. В 1990 году получил почётное звание «Заслуженный работник искусств Татарской АССР», а в 2008 году за книгу «Глазок иглы» (тат. Энә күзе) был удостоен литературной премии имени Фатиха Хусни, вручаемой Министерством культуры Республики Татарстан и Союзом писателей Татарстана.
В 2017, 2018, 2019, 2020 годах номинировался на Государственную премию Республики Татарстан имени Габдуллы Тукая.
Скончался 1 января 2021 года в Казани в свой официальный день рождения. Прощание прошло 2 января у мечети «Казан нуры» с совершением джаназа-намаза, похоронен был Гаффар на кладбище «Курган».

## Творчество
Написал множество повестей: «Мелодии вёсен» (тат. Язлар моңы), «Просьба» (тат. Гозер), «Песнь Кашана» (тат. Кашан җыры), «Бишкек» (тат. Бишкек) и других; романов: «Зерно и жернова» (тат. Бодай бөртеге һәм тегермән ташы), «Пыль больших дорог» (тат. Олы юлның тузаны), «Оковы» (тат. Богау).
Также сочинил ряд пьес: «Завтра буду твоим сыном» (тат. Иртәгә улың булам), «Время ягод не вернуть» (тат. Җиләк вакыты бер генә), «Последний аист» (тат. Соңгы ләкләк), «И в старости, и в молодости» (тат. Бер картлыкта, бер яшьлектә) и другие. Часть пьес Гаффар посвятил известным татарским личностям, например, «Приговор» (тат. Хөкем) — Мусе Джалилю, «В предрассветье» (тат. Сызылып таңнар атканда) — Муллануру Вахитову, Габдулле Тукаю и другим.
Работы Гаффара были переведены на русский, башкирский, эстонский, армянский, английский, испанский, французский, немецкий и другие языки.
Писал публицистические и литературно-критические статьи о татарских литературе и искусстве, очерки о видных деятелях татарской культуры.

## Награды
- Медаль «За доблестный труд» (2019 год) — за большой вклад в развитие татарской литературы и многолетнюю творческую деятельность[9].
- Почётное звание «Заслуженный деятель искусств Татарской АССР» (1990 год)[10].
- Литературная премия имени Фатиха Хусни (2008 год)[11].

## Известные адреса
- Казань, улица Воровского, дом 9.[12]